# مات كاسل (لاعب كرة قدم)
مات كاسل (بالإنجليزية: Matt Kassel)‏ هو لاعب كرة قدم أمريكي، ولد في 30 أكتوبر 1989 في Bridgewater Township, New Jersey ‏ في الولايات المتحدة. شارك مع منتخب الولايات المتحدة تحت 18 سنة لكرة القدم. أما مع النوادي، فقد لعب مع بيتسبورغ ريفرهوندز وفيلادلفيا يونيون وفينيكس راسينغ ونيويورك ريد بولز.

## وصلات خارجية
- مات كاسل على موقع الدوري الأمريكي (الإنجليزية)
- مات كاسل على موقع قاعدة بيانات كرة القدم.إي يو (الإنجليزية)
- مات كاسل على موقع Soccerway.com (الإنجليزية)